# Ophraella artemisiae
Ophraella artemisiae är en skalbaggsart som beskrevs av Futuyma 1990. Ophraella artemisiae ingår i släktet Ophraella och familjen bladbaggar. Inga underarter finns listade i Catalogue of Life.